# بولاق
بولاق یکی از محله‌های شهر قاهره است. چاپخانه و انتشاراتی بولاق که یکی از قدیمی‌ترین و مدتها از مهم‌ترین انتشاراتی جهان عرب بوده است در این محله قرار دارد.